# Copernicia fallaensis
Espèce
Copernicia fallaensis est une plante arborescente faisant partie de la famille des Arecaceae. Cette espèce est originaire du centre de Cuba.

## Description
Copernicia fallaensis est un palmier mesurant jusqu'à 20 mètres de haut et avoir une stipe pouvant atteindre 80 cm de diamètre.
Les limbes sont costapalmées, mesurent jusqu'à 2 mètres de long et être composées jusqu'à 120 segments. Le pétiole peut lui atteindre 1,74 cm de long avec des marges grossièrement épineuses à la base.
Les inflorescence sont très nombreuses et ramifiées, pouvant atteindre 3,6 mètres de long. Les fleurs sont solitaires et très rapprochées, disposées sur des rachilles (branches fleuries) de 4 à 5 cm de longueur. La floraison se tient en mai et juin, coïncidant avec le début de la première saison des pluies.
Les fruits sont globuleux, mesurent 2,3 cm de long et 1,9 cm de large.

## Distribution et habitat
Copernicia fallaensis est endémique du centre de Cuba. À l'origine, il était répandu dans les provinces de Camagüey, Ciego de Ávila et Villa Clara mais maintenant, la meilleure population se situe à Ranchuelo, près de Falla.
Actuellement, ce palmier vit dans les savanes secondaires mais à l'origine, il poussait dans les forêts semi-décidues situées sur des sols argileux lourds et fertiles de basses altitudes, de  10 à 20 m d'altitude plus précisément.

## État de conservation
Copernicia fallaensis est aujourd'hui en danger d'extinction à cause des agriculteurs qui utilise les palmes de cette espèce pour confectionner des chapeaux, des brosses, des paniers et d'autres objets. Lors de dernier recensement dans la population la plus importante de Copernicia fallaensis, à Ranchuelo, il a été aperçu 84 plantes matures et 187 plantes juvéniles. Afin d'essayer de conserver cette espèce, des graines de cette espèce ont été collectées et une collection ex situ de 50 spécimens a pu être réalisée.